# Abermain
Abermain är en stad (town) i delstaten New South Wales i Australien. Folkmängden uppgick till 2 322 år 2011.

### Befolkningsutvecklingskällor
- Australian Bureau of Statistics. ”2006 Census QuickStats : Abermain - Bal (State Suburb)” (på engelska). http://www.censusdata.abs.gov.au/ABSNavigation/prenav/ProductSelect?newproducttype=QuickStats&btnSelectProduct=View+QuickStats+%3E&collection=Census&period=2006&areacode=SSC16017&geography=&method=&productlabel=&producttype=&topic=&navmapdisplayed=true&javascript=true&breadcrumb=LP&topholder=0&leftholder=0&currentaction=201&action=401&textversion=false. Läst 27 mars 2012.
- Australian Bureau of Statistics. ”2011 Census QuickStats: Abermain” (på engelska). http://www.censusdata.abs.gov.au/census_services/getproduct/census/2011/quickstat/SSC10008?opendocument&navpos=220. Läst 2 augusti 2012.